# Angela Kovács
Angela Anna Margareta Kovacs  (n. 23 mai 1964, Uppsala, Uppsala län, Suedia) este o actriță suedeză de origine maghiară. Kovács studiază între anii 1987–1990, teatru la universitatea (Teaterhögskolan) din  Göteborg. Debutul în arta cinematografică îl va avea în anul 2001 cu filmul  Hans och hennes sub regia lui  Daniel Lind Lagerlöf. Între anii  2005 - 2007  joacă roluri în filme  criminalistice. Ea va apare ca și comisara  Irene Huss într-un serial criminalistic tv, care este transpunerea pe ecran a romanelor scriitoarei  Helene Tursten

## Filmografie
- 2001: Hans och hennes
- 2001: Kommissarie Winter
- 2002: Kommissar Beck
- 2002: Rederiet
- 2003: Paradiset
- 2003: Berglunds begravningar
- 2003: Belinder auktioner
- 2004: En del av mitt hjärta
- 2005: Mankells Wallander
- 2005: Wallander – Byfånen
- 2005: Wallander – Bröderna
- 2005: Wallander – Mörkret
- 2005: Wallander – Afrikanen
- 2006: Wallander – Den svaga punkten
- 2006: Wallander – Fotografen
- 2006: Wallander – Jokern
- 2007: Irene Huss -Tatuerad torso
- 2008: Irene Huss – Den krossade tanghästen
- 2008: Irene Huss – Eldsdansen
- 2008: Irene Huss – Nattrond
- 2008: Irene Huss – Glasdjävulen
- 2008: Irene Huss – Guldkalven